# Opus Majus
Opus Majus (latin for "Det store værk") er det vigtigste værk af Roger Bacon. Det blev skrevet på middelalderlatin efter opfordring af pave Clemens IV for at forklare det arbejde Bacon havde påtaget sig. Den 840-siders lange afhandling spænder over alle aspekter af naturvidenskaben, fra grammatik og logik til matematik, fysik og filosofi. Bacon sendte arbejdet til paven i 1267, sammen med et brev som blev fundet av F. A. Gasquet i Vatikanbiblioteket og publiceret i 1897. Det blev senere samme år efterfulgt af et mindre værk, hans Opus Minus, som var ment som et abstrakt eller et sammendrag af et længere arbejde, og igen efterfulgt af et tredje arbejde, Opus Tertium, som en indledende indføring til de to andre.
Opus Majus er inddelt i syv dele:
- Del ét vurderer hindringerne for ægte visdom og sandhed, og klassificerer årsagerne til fejlen (offendicula) i fire kategorier: svag eller upålidelige myndighed, skik, uvidenhed om andre, og det at skjule egen uvidenhed ved at lade som du har kundskab.

- Del to vurderer forholdet mellem filosofi og teologi, som konkluderer med at teologi (og specielt Det hellige skrift) er grundlaget for alt videnskab.

- Del tre indeholder en studie af bibelsk sprog, latin, græsk, hebraisk og arabisk, fordi kundskab om sprog og grammatik er nødvendig for at få og afdække visdom.

- Del fire indeholder en studie af matematik: Som en del af studiet i matematik, havde han afdækket fejl som findes i den julianske kalender. Han foreslog blandt andet at droppe en dag hvert 125. år fra år 325 (kirkemødet i Nikea). Han bemærkede også andre fejl [1]

- Del fem indeholder en studie af optik: Studiet af optik i del fem ser ud til at bruge værkerne til de arabiske forfattere Al-Kindi  og Alhazen, inkluderet en diskussion af den fysiologiske og den anatomiske del af det menneskelige øje og den menneskelige hjerne.

- Del seks indeholder en studie af eksperimentel videnskab: Det omfatter en gennemgang af alkymi og produktion af krudt og af stillingen og størrelse til forskellige himmellegemer, og han forventer senere opfindelser, for eksempel mikroskop, teleskop, flyvemaskine, hydraulik og dampskibe.

- Del syv omhandler moralsk filosofi og etik.

En ufærdig version af Bacons  Opus Majus  blev udgivet af William Bowyer i London i 1733. Det blev redigeret af Samuel Jebb fra et manuskript på Trinity College i Cambridge som udelod den syvende del.